# Wolność panoramy
     tak, włącznie z dziełami sztuki
     tak, tylko budynki
     tak, tylko w celach niekomercyjnych
     nie
     brak informacji
     tak, w tym wnętrza miejsc publicznych
     tak, z umieszczonymi na stałe rzeźbami / 3D
     tak, tylko budynki
     tak, budynki i niektóre wnętrza miejsc publicznych
     niejasne, możliwe że tak
     nie
     nie, niewystarczające orzecznictwo
     brak informacji, raczej nie

Prawo do wolności panoramy w Europie:
tak, włącznie z dziełami sztuki
tak, tylko budynki
tak, tylko w celach niekomercyjnych
nie
brak informacji

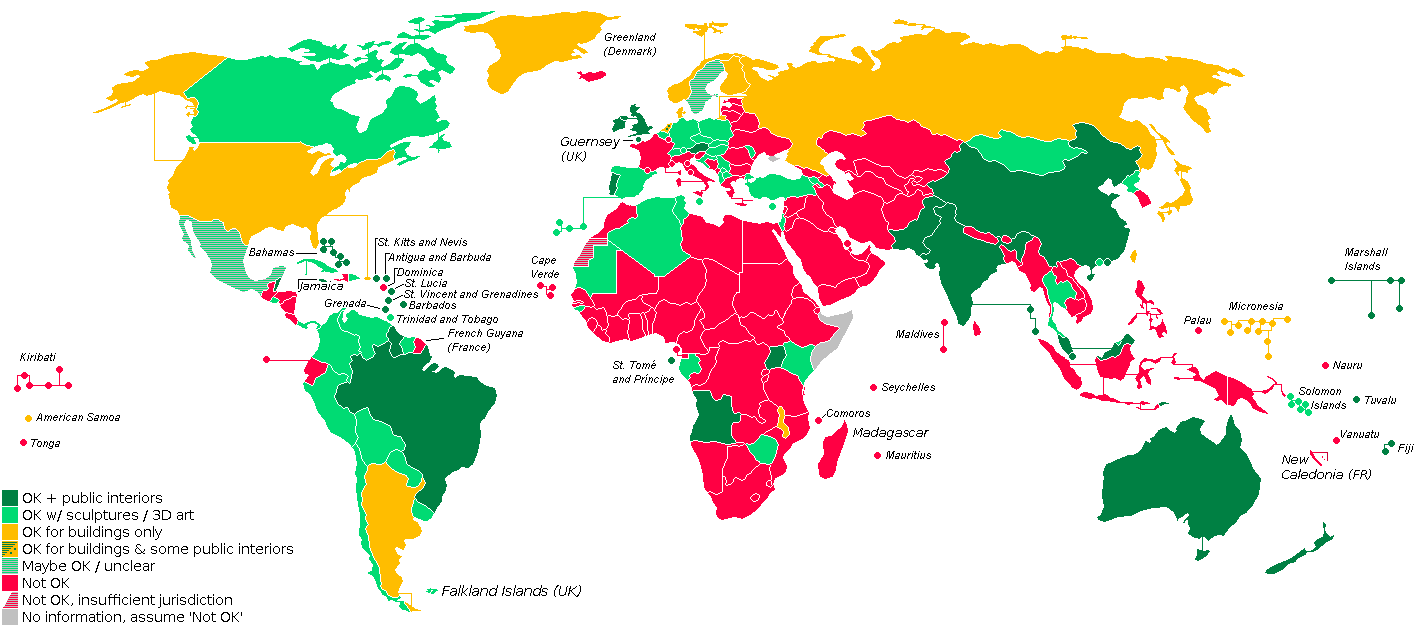
Prawo do wolności panoramy na świecie:
tak, w tym wnętrza miejsc publicznych
tak, z umieszczonymi na stałe rzeźbami / 3D
tak, tylko budynki
tak, budynki i niektóre wnętrza miejsc publicznych
niejasne, możliwe że tak
nie
nie, niewystarczające orzecznictwo
brak informacji, raczej nie

Wolność panoramy (także prawo panoramy; z niemieckiego Panoramafreiheit, prawo krajobrazu ) – potoczne określenie wyjątku w prawie autorskim zezwalającego na wykorzystanie obrazów obiektów umieszczonych w przestrzeni publicznej bez konieczności uzyskania zgody ich twórców lub właścicieli. Jego celem jest umożliwienie swobodnego obrotu utworami dokumentującymi przestrzeń publiczną .
Podobne rozwiązania prawne wprowadzono w wielu krajach świata, w tym w Polsce, jednak ich zakres jest różny w zależności od jurysdykcji. Zazwyczaj obejmują one prawo do wykorzystania wizerunku utworów architektonicznych znajdujących się w przestrzeni publicznej, w niektórych krajach prawo to rozszerzone jest także na dzieła sztuki (na przykład pomniki czy murale) lub wnętrza ogólnodostępnych obiektów (takie jak hol biurowca czy dworzec kolejowy).
W zależności od kraju wolność panoramy może obejmować reprodukcje fotograficzne, materiały wideo lub także obrazy wykonane techniką malarską. Zakłada się, że publikacja tak uzyskanych wizerunków nie narusza autorskich praw majątkowych twórcy lub właściciela budynku czy pomnika, choć w pozostałych sytuacjach mają oni wyłączne prawo do rozporządzania wizerunkiem własnego dzieła, kontroli nad wykonywaniem i rozpowszechnianiem utworów zależnych.

## Historia
Historia formalnego i prawnego unormowania statusu reprodukcji dzieł umieszczonych trwale w przestrzeni publicznej sięga XIX wieku i w wielu krajach jest starsza niż współczesne formy prawa autorskiego. W krajach niemieckich najwcześniejsze prawa tego typu powstały w Związku Niemieckim w 1837 r., kiedy przyjęto „dekret przeciw przedrukowi”. Zgodnie z jego duchem wiele spośród państw niemieckich przyjęło podobne zastrzeżenia. Między innymi w 1840 w Królestwie Bawarii zaczęło obowiązywać „Bawarskie prawo o ochronie własności dzieł literatury i sztuki przed przedrukiem” (niem. Das Bayerische Gesetz zum Schutz des Eigentums an Erzeugnissen der Literatur und Kunst gegen Nachdruck), zgodnie z którym „dzieła architektury w swym zewnętrznym zarysie” oraz „pomniki wzniesione w miejscach publicznych” zostały wyłączone z ogólnej ochrony prawnej, jaka przysługiwała innym rodzajom twórczości ludzkiej. Podobną klauzulę zawarto także w ustawodawstwie Księstwa Brunszwiku.
Na podstawie podobnego prawa obowiązującego w Saksonii w latach 50. XIX wieku Związek Niemieckich Sprzedawców Książek przygotował propozycję harmonizacji prawa w obrębie całych Niemiec, opublikowaną w 1857 r. jako wzór do naśladowania przez wszystkie państwa. Dokument został przedstawiony parlamentowi Saksonii w 1862 do dalszych prac legislacyjnych, które trwały do 1864 roku. Powstały w ich toku tzw. Szkic frankfurcki (niem. Frankfurter Entwurf; nazwany tak od miejsca obrad zajmującej się nim komisji ekspertów) zawierał w § 33 wyraźne zezwolenie na powielanie przedmiotów umieszczonych na widoku publicznym, tzw. klauzulę wolności obrazu ulicznego (niem. Straßenbildfreiheit). Ustawa głosiła, że „reprodukcja obrazów przedstawiających publiczne monumenta umieszczone trwale na ulicach i w innych miejscach publicznych (…) nie jest objęta opłatami”. Ostatecznie prace nad Szkicem frankfurckim zostały przerwane, jednak w 1865 Bawaria przyjęła go jako podstawę własnego prawa w niemal niezmienionej formie.
W powstałym w 1867 r. Związku Północnoniemieckim niemal od razu rozpoczęto prace nad przyjęciem nowej ustawy o ochronie praw własności intelektualnej, jednak pruscy prawnicy zignorowali wcześniejsze prace frankfurckiej komisji. W konsekwencji przyjęta w 1870 r. ustawa o prawie autorskim nie wprowadzała rozróżnienia na dzieła sztuki i dzieła znajdujące się w przestrzeni publicznej, ani nie czyniła wyjątków dla dzieł architektury. Sytuacja zmieniła się już w rok po przyjęciu ustawy, bowiem w powstałej w 1871 r. Rzeszy Niemieckiej prace nad prawem autorskim rozpoczęły się na nowo. Po kilkuletnich pracach 9 stycznia 1876 Reichstag przyjął niewielką większością głosów „Ustawę o ochronie praw autorskich do dzieł sztuk pięknych” (niem. Gesetz betreffend das Urheberrecht an Werken der Bildenden Künste; w skrócie: KunstschutzG) . Zgodnie z § 6 ustawy do przykładów zabronionych form reprodukcji nie zalicza się „reprodukcji dzieł sztuki zlokalizowanych wzdłuż dróg lub w miejscach publicznych. Reprodukcja nie może być jednak wykonana w tej samej technice, co oryginał”. Ustawa ta stała się wzorcem, do którego odwoływały się wszystkie późniejsze ustawy o prawie autorskim w Niemczech.

## Różnice pomiędzy państwami
Mianem wolności panoramy określa się ogólny zbiór zasad regulujących wyjątki od stosowania autorskich praw majątkowych, jednak konkretne zestawy przepisów są różne w poszczególnych państwach. W Unii Europejskiej art. 5 ust. 3 lit. h dyrektywy 2001/29/WE z 22 maja 2001 zezwala państwom członkowskim na dodanie klauzuli o wolności panoramy do praw regulujących własność intelektualną. Przepis ten stanowi, że w państwach członkowskich można zalegalizować „korzystanie z utworów takich jak utwory architektoniczne lub rzeźby, wykonanych w celu umieszczenia ich na stałe w miejscach publicznych”.
W większości państw wyjątki te dotyczą jedynie przedstawień dzieł trójwymiarowych, takich jak budynki i rzeźby, w dodatku umieszczonych w publicznie dostępnej przestrzeni „w sposób trwały”lub „na czas naturalnego trwania danego dzieła”. Z kolei w prawie szwajcarskim dozwolone jest także wykorzystanie zdjęć przedstawiających murale czy graffiti, o ile powstałe w ten sposób utwory zależne nie będą wykorzystywane w tej samej funkcji, co ich pierwowzory. W systemie islandzkim za przestrzeń publiczną rozumie się jedynie obszary pod gołym niebem, tymczasem w wielu innych krajach za taką może zostać uznane pomieszczenie zamknięte.
W niektórych państwach Europy prawo do wykorzystywania utworu zależnego ograniczone jest do użytku niekomercyjnego (m.in. w Słowenii, Bułgarii, na Islandii). Inne systemy prawne, jak na przykład fiński, nie czynią takiego wymogu, ale wymagają, by wykorzystane dzieło nie było głównym tematem fotografii czy nagrania, a jedynie tłem.

## Wolność panoramy w Polsce
W Polsce wolność panoramy została ujęta w art. 33 pkt 1 ustawy o prawie autorskim i prawach pokrewnych jako jedna z postaci dozwolonego użytku publicznego. Obejmuje ona utwory wystawione na stałe na ogólnie dostępnych drogach, ulicach, placach lub w ogrodach.
Wolność panoramy obejmuje głównie – oprócz wymienionych w dyrektywie 2001/29/WE utworów architektonicznych i rzeźb – także inne utwory plastyczne, fotograficzne, twórcze kompozycje oświetleniowe i roślinne. To wystawienie ma być „na stałe”, tzn. na czas nieoznaczony, niedający się z góry przewidzieć. Wolność panoramy nie obejmuje utworów wykonanych z materiałów nietrwałych oraz takich, których twórca nie ma prawa wystawić z zamiarem wystawienia „na stałe”, np. graffiti wykonanych bez porozumienia z właścicielem budynku. W szczególności nie ma znaczenia technika umocowania nośnika utworu . Użytkownik może powołać się na omawiany przepis, nie znając przyszłości wystawienia utworu.
Polski ustawodawca nie rozszerzył zakresu wolności panoramy na wszystkie miejsca publiczne, tak jak sformułował to prawodawca unijny. Zamiast tego posłużył się spisem miejsc znajdujących się w otwartej przestrzeni. Zdaniem niektórych prawników utwory mogą być wystawione nie tylko na, ale i przy drogach, ulicach i placach. Według nich pojęcie placu obejmuje także cmentarze, a pojęcie ogrodu – także ogrody zoologiczne . Wolność panoramy w Polsce nie obejmuje rozpowszechniania utworów znajdujących się we wnętrzach oraz na terenie nieruchomości niedostępnych dla każdego. Perspektywa, z której utrwalono obraz, nie ma znaczenia. Przykładowo obraz „z lotu ptaka” jest równie dopuszczalny jak obraz z poziomu gruntu.
Wydaje się, że zakaz rozpowszechniania utworów „do tego samego użytku” oznacza zakaz takiego korzystania, które mogłoby zastąpić normalne korzystanie (zob. test trójstopniowy). Chodzi m.in. o rozpowszechnianie wykadrowanych kopii fotografii, miniatur rzeźb czy budynków . Innymi słowy, jest to „zakaz wystawienia jako dzieła artystycznego”. Tworzenie fotografii i filmu jest dozwolone, a wymóg „tego samego użytku” odnosi się do „istotnego przetworzenia” (tworzenia utworów plastycznych, miniatur).
Przepisy o dozwolonym użytku publicznym są ustanowione ze względu na ważne cele społeczne. Te cele są niejednokrotnie wyraźnie wymienione w przepisach. Tymczasem trudno określić, co usprawiedliwia ustanowienie prawa panoramy jako wyjątku od monopolu autorskiego.